# Jack Ruby strzela do Lee Harveya Oswalda

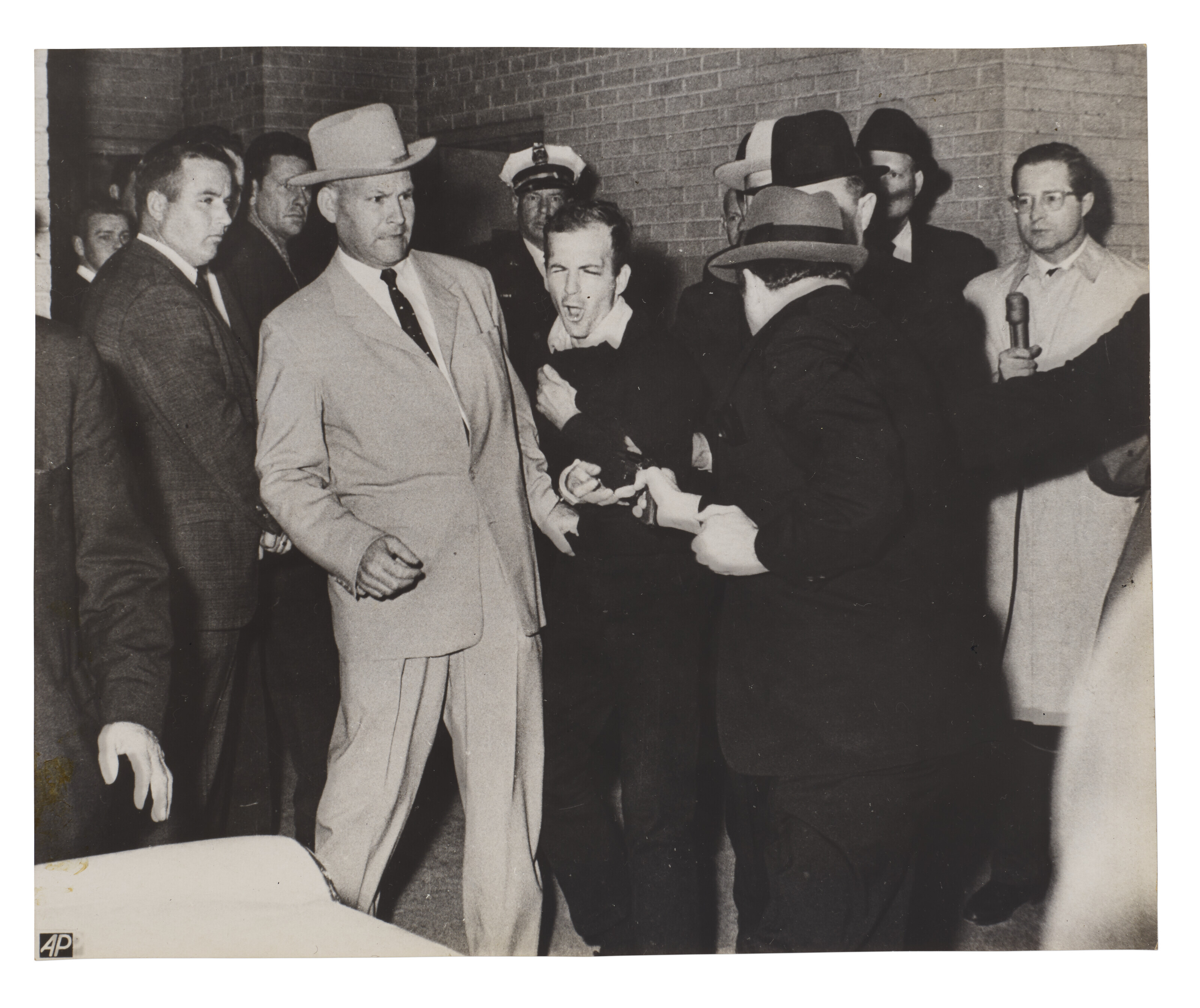
Jack Ruby strzela do Lee Harveya Oswalda autorstwa Roberta H. Jacksona

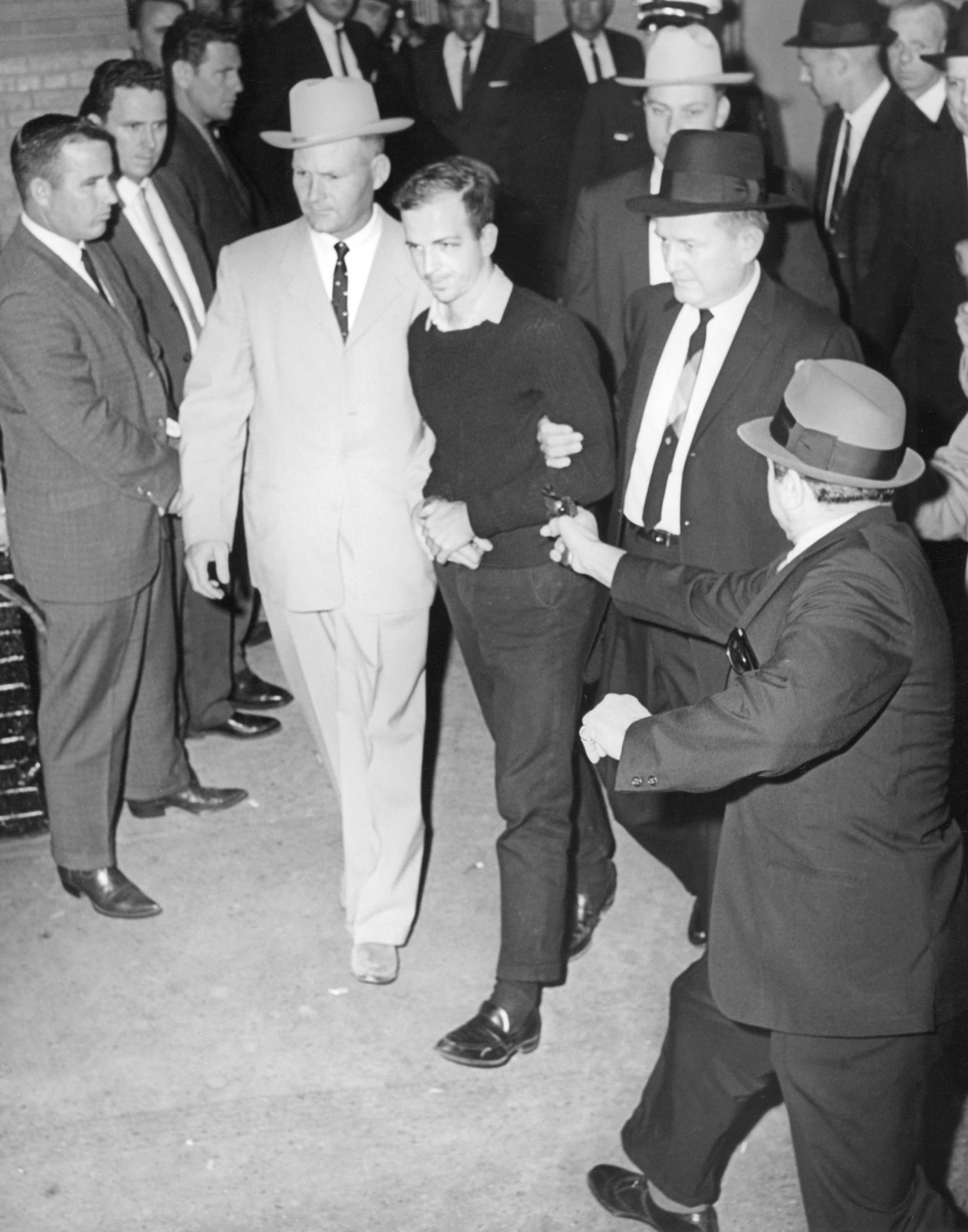
Fotografia Jacka Beersa przedstawiająca Jacka Ruby’ego tuż przed zastrzeleniem Lee Harveya Oswalda 24 listopada 1963 roku

Jack Ruby strzela do Lee Harveya Oswalda (ang. Jack Ruby Shoots Lee Harvey Oswald) – fotografia z 1963 roku przedstawiająca gangstera i właściciela klubu nocnego Jacka Ruby’ego strzelającego do Lee Harveya Oswalda, mężczyzny oskarżonego o zabójstwo prezydenta USA Johna F. Kennedy’ego. Zdjęcie wykonane przez Roberta H. Jacksona, fotografa z gazety Dallas Times Herald, zdobyło w 1964 roku Nagrodę Pulitzera w dziedzinie fotografii.

## Historia
22 listopada 1963 roku w Dallas w stanie Teksas został zamordowany prezydent Stanów Zjednoczonych John F. Kennedy. Głównym podejrzanym w sprawie zamachu był komunista Lee Harvey Oswald, który wkrótce został aresztowany przez policję. 24 listopada policja w Dallas zorganizowała przewiezienie Oswalda do więzienia okręgowego. Planowany czas przekazania Oswalda to 9:15 rano, więc Jackson przybył przed 9:00, aby się przygotować. W transferze Oswalda w piwnicy siedziby policji który się opóźnił, wzięło udział około pięćdziesięciu osób. Dokładny czas strzału to 11:21. Jackson zrobił zdjęcie w chwili postrzelenia Oswalda i później przyznał, że nie miał pojęcia, iż uchwycił moment strzelaniny, dopóki nie wywołał filmu. 25 listopada 1963 roku fotografię opublikowano na pierwszej stronie gazety Dallas Times Herald.
W branży prasowej panowała duża konkurencja, a fotograf Jack Beers, pracujący dla The Dallas Morning News, zrobił podobne zdjęcie, sześć dziesiątych sekundy przed fotografią Jacksona i na którym Ruby jeszcze nie oddał strzału. Jako pierwsze opublikowano zdjęcie Beersa, ale wybrano fotografię Jacksona, ponieważ ukazywała moment postrzelenia Oswalda. Na zdjęciu Beersa widać Jacka Ruby’ego doskakującego do Oswalda z rewolwerem Colt Cobra tuż przed strzałem, który zabił Oswalda. Przyjaciele i rodzina Jacka Beersa twierdzą, że nigdy nie pogodził się z faktem, że o ułamek sekundy przegapił nagrodzoną Nagrodą Pulitzera fotografię.

## Fotografia
Kiedy władze powiadomiły reporterów w piwnicy siedziby policji o przeniesieniu Oswalda, Jackson przygotował swój aparat Nikon S3. Jackson wielokrotnie bywał w tym miejscu w związku z transportem więźniów, wiedział więc, gdzie stanąć, aby uzyskać najlepsze zdjęcie. Początkowo Jackson był zasłonięty i musiał się pochylić, aby uzyskać lepszy punkt widzenia. Reporterzy ustawili się w półkolu, a drzwi, przez które miał wejść Oswald, znajdowały się 3,4 metra przed nimi. Przygotował także lampę błyskową aparatu, zanim spojrzał przez wizjer i zobaczył zbliżającego się Oswalda.
Oswald zrobił osiem do dziesięciu kroków w stronę reporterów, a Ruby wszedł nagle w kadr. Jackson powiedział: „On [Ruby] strzelił, a ja nacisnąłem migawkę”. W zamieszaniu, które powstało, Jackson niemal zgubił aparat; policjant mu go wyrwał, ale Jackson natychmiast chwycił aparat. Zdjęcie, które zrobił Jackson, przedstawia moment, w którym nabój z rewolweru Ruby’ego trafia w ciało Oswalda. Wyraz twarzy Oswalda pokazuje ból, jaki czuł w tym momencie. Na fotografii widoczny jest także detektyw policji z Dallas, Jim Leavelle, reagujący na strzelaninę. Na zdjęciu Leavelle miał na sobie biały kowbojski kapelusz marki Stetson, a jego lewy nadgarstek był przykuty kajdankami do prawego nadgarstka Oswalda. Jednym z powodów, dla których obraz był tak przekonujący, było to, że uchwycił przerażenie mężczyzn na fotografii. Inni fotografowie i kamery telewizyjne także uchwyciły dramatyczną scenę, ale według The Denver Post „nikt nie wykonał takiego obrazu jak Jackson”.

## Opinie
Robert H. Jackson wrócił do swojej redakcji z niewywołanym filmem, a zdjęcie Jacka Beersa było już gotowe. Zanim Jackson wywołał film, reporterzy gazety zapytali go: „Masz coś tak dobrego?” Po tym, jak Jackson wywołał fotografię i pokazał ją reporterce Vivian Castleberry, ta powiedziała: „Całe Dallas mogło słyszeć krzyki dochodzące z tego pokoju, gdy wywołał to zdjęcie i obraz tego, co na nim widać”.
Zdjęcie to zdobyło Nagrodę Pulitzera w dziedzinie fotografii w 1964 roku i zyskało międzynarodowe uznanie. Kiedy Jackson dowiedział się, że fotografia zdobyła Nagrodę Pulitzera, powiedział: „Jestem w szoku”. Zdjęcie zdobyło także nagrodę Texas Headliners Club Award i nagrodę Sigma Delta Chi Award. W 2019 roku The New York Times tak opisał fotografię: „Ujęcie z grymasem bólu na twarzy pana Oswalda i wściekłym spojrzeniem detektywa Leavelle’a zostało uchwycone w sposób mrożący krew w żyłach”.